# Nannosciurus melanotis
Nannosciurus melanotis es una especie de roedor de la familia Sciuridae.

## Distribución geográfica
Se encuentran en Sumatra, Java y Borneo (Indonesia y Malasia Oriental).